# 알렉산드르 프로호로프
알렉산드르 미하일로비치 프로호로프(러시아어: Алекса́ндр Миха́йлович Про́хоров, 1916년 7월 11일 - 2002년 1월 8일)은 레이저와 메이저에 대한 선구적인 연구로 인해 찰스 하드 타운스와 니콜라이 바소프와 함께 1964년에 노벨 물리학상을 받은 러시아의 물리학자이다.

## 생애
그는 1916년에 퀸즐랜드주의 애서턴에서 출생했다. 그의 가족은 러시아에서 오스트레일리아로 이민 온 혁명가 세력이었다. 1923년 그들은 소련으로 돌아갔다. 1934년, 그는 물리학을 공부하기 위해 상트페테르부르크 대학교에 입학했다. 그는 1939년에 대학교를 졸업하여 레베데프 물리학 연구소로 들어갔다. 그 곳에서의 그의 연구는 주로 전리층에서의 라디오 파의 전달에 관한 것이었다.
제 2차 세계 대전이 발발하자 그는 붉은 군대에 자원 입대했다. 전쟁 기간 동안 그는 보병대에서 세 개의 훈장을 받았다. 1944년에 그는 전역했고, 레베데프 물리학 연구소에 복귀하여 1946년에는 작은 매개변수 이론 상의 발진관에서의 진동수 안정 이론으로 박사 학위를 수여받았다.

## 연구
1947년에 그는 싱크로트론 속에서 궤도 운동하는 전자에서 나온 가간섭성 반사에 관해 연구하기 시작했다. 그는 그 방출이 거의 다 마이크로파의 스펙트럼 범위에 있다는 사실을 입증해 냈다. 그 결과는 그가 1951년에 수료한 하빌리타치온 논문인 싱크로트론 가속기 내부의 전자들의 가간섭성 방사의 기초가 되었다. 1950년에, 그는 레베데프 물리학 연구소의 진동부 부장이 된다. 그 즈음에 그는 분자의 회전과 진동에 있어서의 전파 분광에 관해 연구할 젊은 과학자들의 모임을 조직했다. 이후 이 모임은 양자 전자공학에 관한 연구로 발전한다. 그 그룹은 관성모멘트가 3인 분자에 초점을 맞추었고, 그 연구는 이론과 실험을 병행해서 행해졌다.
1954년, 그는 레베데프 연구소의 연구소장이 된다. 니콜라이 바소프와 함께 그는 분자 발진기가 만들어질 수 있는 이론적 근거를 마련했고 암모니아에 기초해 실제로 그 발진기를 만들었다. 그들은 균일하지 않은 전기와 자기장을 이용해 반전 분포를 만들어낼 수 있는 방법도 제안했다. 그것은 1952년에 처음으로 발표되었다.
1955년, 그는 전자 스핀 공명(EPR) 분야에서의 연구를 시작했다. 그는 8족 원소 이온들의 산화알루미늄 격자 내에서의 완화 시간과 함께 DPPH에서의 자기 상전이에 초점을 맞췄다. 1957년, 루비에 관해 연구하던 그는 이것이 레이저의 능동 매질로 사용될 수 있다는 생각을 하게 된다. 그로 인해 그는 1958년에 현재에도 널리 쓰이는, 열린 관 형태의 디자인을 고안했다. 1963년, A. S. 셀리바넨코와 함께 그는 새로운 형태의 레이저를 제안했다. 그의 레이저와 메이저에 관한 선구자적 업적으로 인해, 그는 1964년에 니콜라이 바소프, 찰스 하드 타운스와 함께 노벨 물리학상을 받았다.

## 직책과 수상
1959년, 그는 모스크바 대학교의 교수가 되었다. 같은 해에 그는 레닌 상을 받았다. 이듬해인 1960년에 그는 러시아 과학 아카데미의 회원이 되었고 1966년에는 학술 위원으로 선출되었다. 1967년에는 첫 번째 레닌 훈장(그는 다섯 번 이 훈장을 받았는데, 각각 1967년, 1969년, 1975년, 1981년, 1986년이었다)을 받았다. 1968년, 그는 레베데프 물리학 연구소의 부소장이 되었고 1971년에는 러시아 최고의 학술 교육기관인 MIPT의 소장직에 올랐다. 같은 해에 그는 미국 예술 과학 아카데미의 회원으로 선출되었다. 1982년부터 1998년까지 그는 러시아 일반 물리학 연구소의 소장 대행이었고, 이후로는 명예 소장으로 있었다. 2002년 그의 사망 이후, 그 연구소는 A. M. 프로호로프 일반 물리학 연구소로 명명되었다.
1969년, 그는 소비에트 연방의 노력영웅이 되었고, 두 번째 노력영웅 메달을 1986년에 수여받았다. 1969년부터 그는 소비에트 대백과사전의 편집장으로 있었다. 2000년에는 프레드릭 아이브스 메달을 수여받았고 이듬해인 2001년에는 미국 광학 협회의 명예 회원이 되었고, 같은 해에 데미도프 상을 받았다.

## 정치 활동
그는 1950년부터 러시아 과학 아카데미의 회원이었던 안드레이 티호노프 (수학자)안드레이 티호노프, 아나톨리 도노드닛신, 게오르기 스크리야빈과 함께 소비에트 연방 공산당의 당원이었다.